# Mouriri bahiensis
Mouriri bahiensis är en tvåhjärtbladig växtart som beskrevs av Thomas Morley. Mouriri bahiensis ingår i släktet Mouriri och familjen Melastomataceae. Inga underarter finns listade i Catalogue of Life.